# Pista de Königssee

Mapa de la pista de Königssee

La pista de Königssee (Kunsteisbahn am Königssee en alemany), denominada oficialment Deutsche Post Eisarena Königssee des del 2016, és un traçat per a la pràctica de bobsleigh, luge i skeleton que es troba a la localitat de Schönau am Königssee (Baviera, Alemanya), al costat del llac Königssee. Acabada el 1968, fou la primera pista permanent del món per a la pràctica d'aquests esports refrigerada artificialment.
El juliol de 2021 va quedar seriosament malmesa a causa de les inundacions que van afectar el sud-est d'Alemanya.

## Estadístiques
| Esport                    | Longitud | Revolts | Gradient |
| ------------------------- | -------- | ------- | -------- |
| Luge - masculí individual | 1,362 km | 16      | 10.35%   |
| Skeleton                  | 1,270 km | 12      | 9.20%    |
| Bobsleigh                 | 1,270 km | 13      | 9.30%    |
| Luge - femení individual  | 1,242 km | 12      | 9.20%    |
| Luge - masculí parelles   | 1,242 km | 12      | 9.20%    |

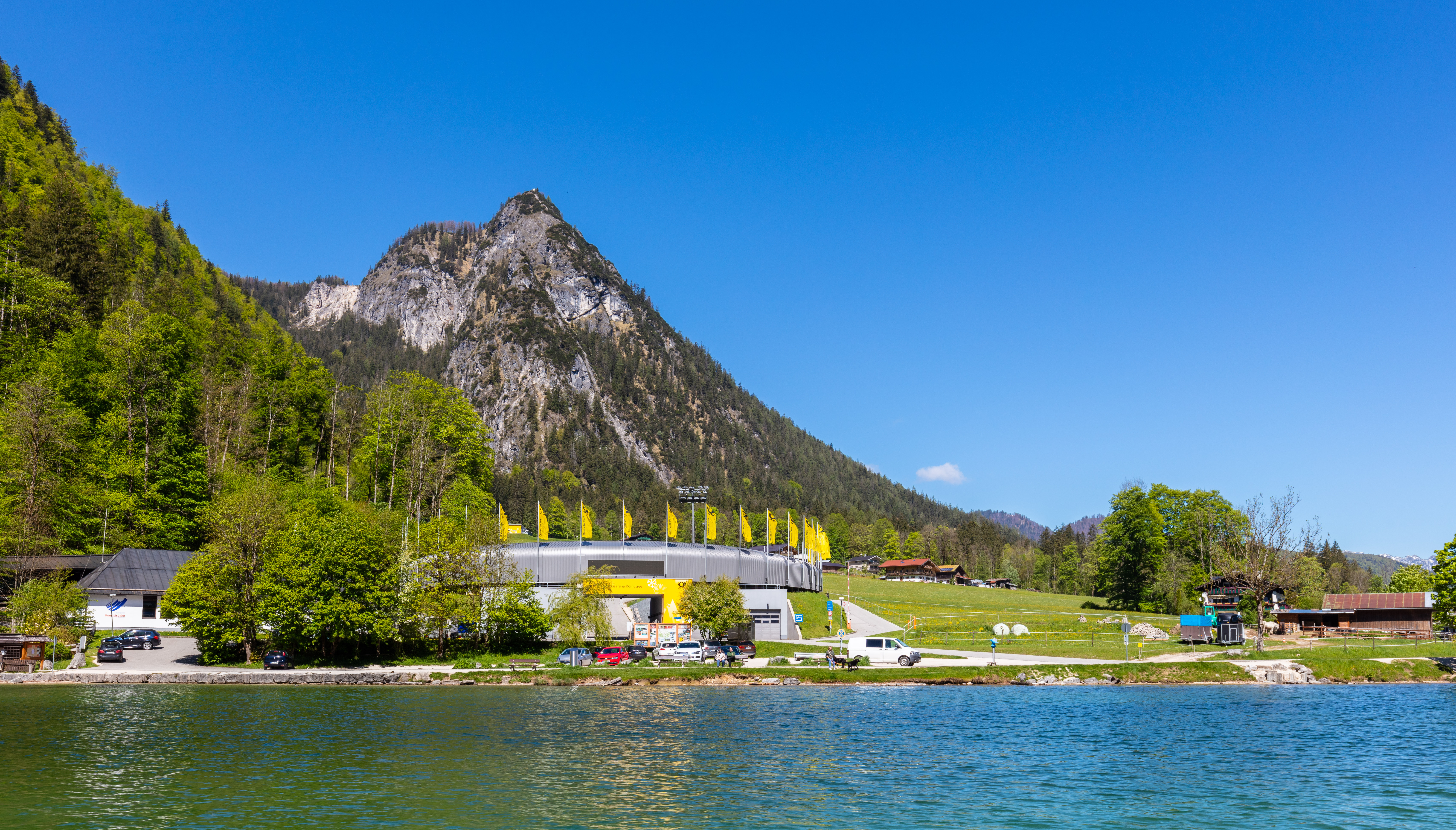
Deutsche Post Eisarena Königssee.

El circuit té un desnivell vertical de 117 metres des de l'inici del bobsleigh; l'elevació a la base és de 630 m sobre el nivell del mar.

## Campionats celebrats
- FIBT Campionats del Món: 1979, 1986, 1990 (skeleton masculí), 2004 (bobsleigh i skeleton), 2011, 2017
- FIL Campionats Europeus de Luge: 1967 (pista natural), 1972, 1973, 1977, 1988, 1994, 2017
- FIL Campionats del Món de Luge: 1969, 1970, 1974, 1979, 1999, 2016, 2021